# Miminka

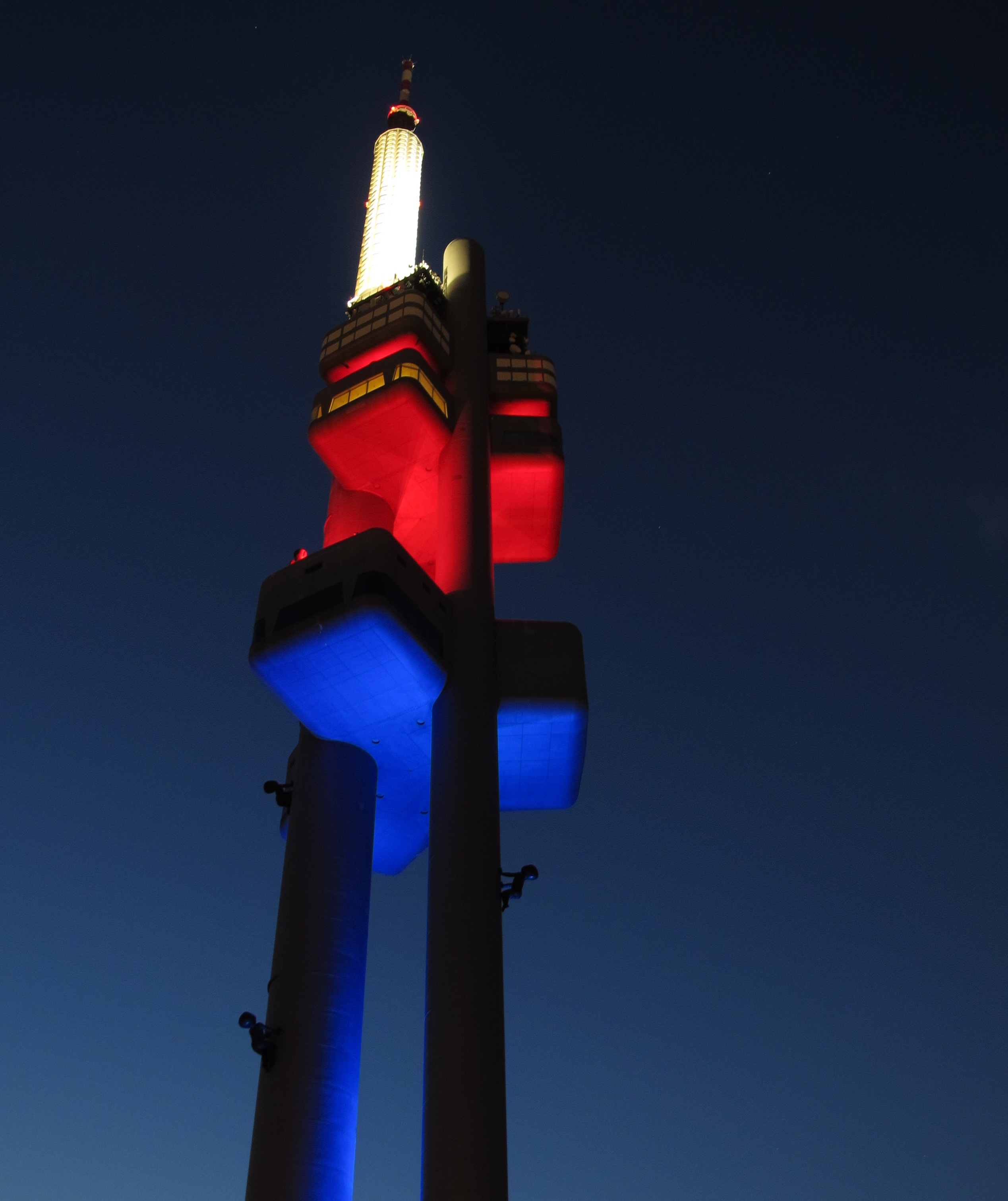
Miminka pod trikolorou na Žižkovské věži

Miminka (také Mimina), v mezinárodním prostředí označovaná jako Babies, je série soch českého sochaře Davida Černého. Znázorňují deformované lezoucí batole gigantické velikosti; první socha série byla 350 cm dlouhá a 260 cm vysoká. Vznikla pro instalaci na budově Muzea moderního umění v Chicagu, později se objevila na různých budovách ve světě, roku 1999 byla např. umístěna pod záštitou Českého centra v Londýně na budovu tamní české ambasády.
Deset černých laminátových Miminek je instalováno na žižkovském vysílači tak, že vypadají, jako by po něm šplhala.
Nejprve byla na věž instalována 29. května 2000, a to původně pouze dočasně v rámci projektu Praha Evropské město kultury roku 2000. Koncem roku byla sejmuta, avšak pro velký úspěch byla roku 2001 upevněna na věž natrvalo. Reakce však nebyly jen pozitivní, server VirtualTourist.com ocenil v roce 2009 Žižkovský vysílač jako druhou nejošklivější stavbu světa a batolata Davida Černého jsou v popisu výslovně zmíněna takto: Je už sama o sobě dost ošklivá, ale malé lezoucí děti od výtvarníka Davida Černého ji z ostudy proměnily v něco, z čeho se vám opravdu zatočí hlava.
Architekt žižkovské věže Václav Aulický se nechal slyšet, že miminka instalovaná na vysílači se mu líbí – dobře podle něj zapadají do celkové hi-tech vizáže celé budovy.
Další tři bronzová Miminka lezou po zemi u Musea Kampa a jedno Miminko je umístěno na dvorku Úřadu městské části Praha 3 v Seifertově ulici 51. Deset miminek bylo dočasně zapůjčeno do Palm Springs v roce 2018. Poté se miminka přesunula do federálního muzea CECUT v Tijuaně, kde budou do ledna 2024.